# Даллол (вулкан)
Даллол — вулканічний вибуховий кратер (або маар) в улоговині Данакіль, на північний схід від пасма Ерта-Але в Ефіопії. Вулкан Даллол утворився в результаті вторгнення магми на великій глибині в вищерозташовані міоценові відкладення солей і подальшої за цим гідротермальної діяльності. Останнє фреатичне виверження відбулося тут в 1926 році, утворюючи вулкан Даллол, а також безліч інших кратерів, які утворили своїми викидами соляні рівнини.
Жерло вулкана оперізують пагорби, підносячись на 50–60 метрів над солончаком. Вулкан має розміри по периметру приблизно 1,5 на 3 км.
Наразі у вулкані знаходяться безліч гарячих мінеральних джерел. Солі вимиваються з нижчих шарів, транспортуються на поверхню геотермальною гарячою водою і швидко кристалізуються.
Вважається, що вулкан утворився в результаті виверження базальтової магми під тіло вулкана, тому він має таку химерну форму.
Вулкан Даллол відомий своїми інопланетними пейзажами, що вельми нагадують супутник планети Юпітер — Іо.

## Ресурси Інтернету
- Неземний вулкан Даллол і його фантастичні пейзажі (11 фото)
- http://www.photovolcanica.com/VolcanoInfo/Dallol/Dallol.html [Архівовано 28 березня 2012 у Wayback Machine.] (англ.)
- Fotos: Faszination Vulkane
- xflo.net: April 2010, Reisebericht und Fotos